# Gaudinia
Genre
Gaudinia est un genre de plantes monocotylédones de la famille des Poaceae, sous-famille des Pooideae, originaire du bassin méditerranéen.
Le nom générique, « Gaudinia », est un hommage à Jean-François-Aimé-Philippe Gaudin, pasteur suisse et professeur honoraire de botanique à Lausanne.

## Liste d'espèces
Selon World Checklist of Selected Plant Families (WCSP) (16 janvier 2017) :
- Gaudinia coarctata (Link) T.Durand & Schinz (1894)
- Gaudinia fragilis (L.) P.Beauv. (1812)
- Gaudinia hispanica Stace & T.G.Tutin (1978)
- Gaudinia maroccana Trab. ex Pit., Explor. Sci. Maroc (1912)
- Gaudinia valdesii Romero Zarco (1996)

Selon The Plant List (16 janvier 2017) :
- Gaudinia coarctata (Link) T.Durand & Schinz
- Gaudinia fragilis (L.) P.Beauv.
- Gaudinia hispanica Stace & T.G.Tutin
- Gaudinia maroccana Trab. ex Pit.